# Tamba chloroplaga
Tamba chloroplaga là một loài bướm đêm trong họ Noctuidae.